# Форманюк Сергій Миколайович
Сергі́й Микола́йович Форманю́к — старшина Збройних сил України.

## Нагороди
2 серпня 2014 року — за особисту мужність і героїзм, виявлені у захисті державного суверенітету та територіальної цілісності України, вірність військовій присязі під час російсько-української війни, молодший сержант Форманюк відзначений — нагороджений орденом «За мужність» III ступеня.